# Pyrgulopsis nevadensis
Pyrgulopsis nevadensis é uma espécie extinta de gastrópodes com brânquia e opérculo, e da família Hydrobiidae. Era uma espécie endêmica dos Estados Unidos da América.

## Concha
A sua concha é pequena, um tanto alongada e variável. Ela tem de quatro espirais e meia a cinco espirais e meia, sendo predominantemente lisa. A epiderme é brilhante, de cor clara ou esbranquiçada. A sutura é branca, profunda e regularmente impressa, tornada visível pela carena aproximada.
|  |  |  |